# Morchella esculenta
La cagarria (Morchella esculenta), también denominada morilla, es una especie de seta comestible semejante a la seta llamada colmenilla. Crece en los bosques de la Región de la Araucanía en Chile, en Argentina (al oeste de las provincias de  Neuquén, Río Negro y Chubut), en el pinsapar de la Sierra de Grazalema y Sierra de las Nieves (Andalucía), en las Sierras del Segura y Alcaraz en el sur de la provincia de Albacete (España).
Esta seta tiene forma de colmena, con 5-14 cm de altura desde la base, y 3-8 cm de ancho; lo fértil se compone de celdillas desordenadas, y  separadas unas de otras por bordes flexibles de color marrón claro a amarillo opaco y también tonos pardos oscuros al madurar; la parte interna es frágil,  elástica y blancuzca.
El estípite es cilíndrico, de 2-7 cm de longitud, y de 2-4 cm de diámetro, de color más suave que la parte superior, y la parte interna está vacía. Presenta olor y sabor agradable.

## Nombres vulgares
- Colmenilla, cagarria, morilla, carcarria, crespilla, murúgula.[2]

## Sinonimia
- Phallus esculentus L. Sp. Pl. 1178 (1753)
- Morchella esculenta rotunda Pers. Syn. Fung. 619 (1801)
- Morchella esculenta vulgaris Pers. Syn. Fung. 619 (1801)
- Morchella continua Tratt. Fungi Austr. 67 (1830) (in part).
- Morchella esculenta fulva Fries, Syst. Myc. 2: 7 (1822)
- Morchella esculenta longipes Peck, Ann. Rep. N. Y. State Mus. 28: 87 (1876)
- Phalloboletus esculentus Kuntze, Rev. Gen. Pl. 2. 865 (1891)
- Morchella rotunda Boud. Soc. Myc. Fr. 13: 135 (1897)
- Morchella vulgaris Boud. Bull. Soc. Myc. Fr. 13: 139 (1897)
- Morilla esculenta Quél. Ench. Fung. 271 (1886)

## Galería

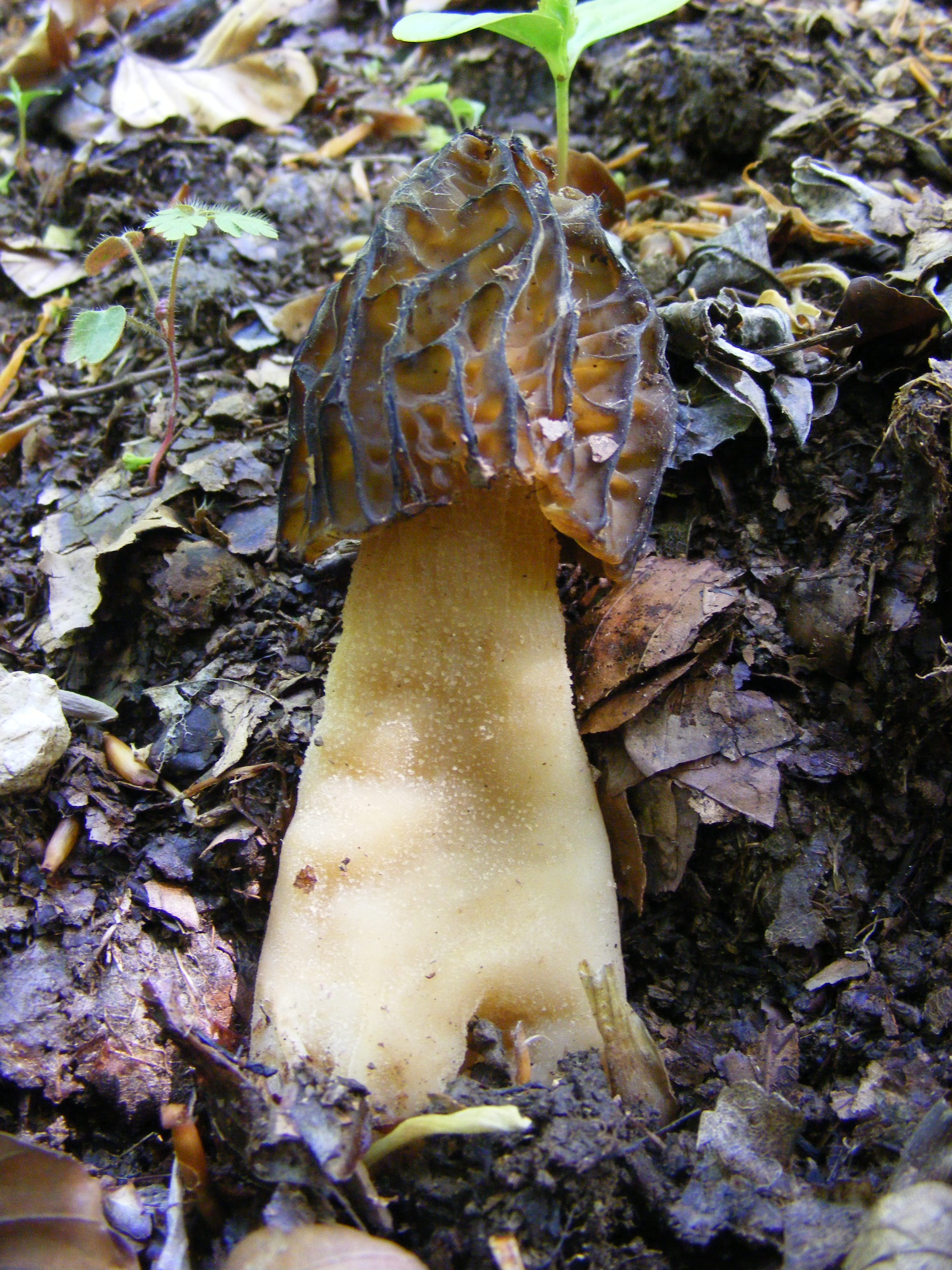
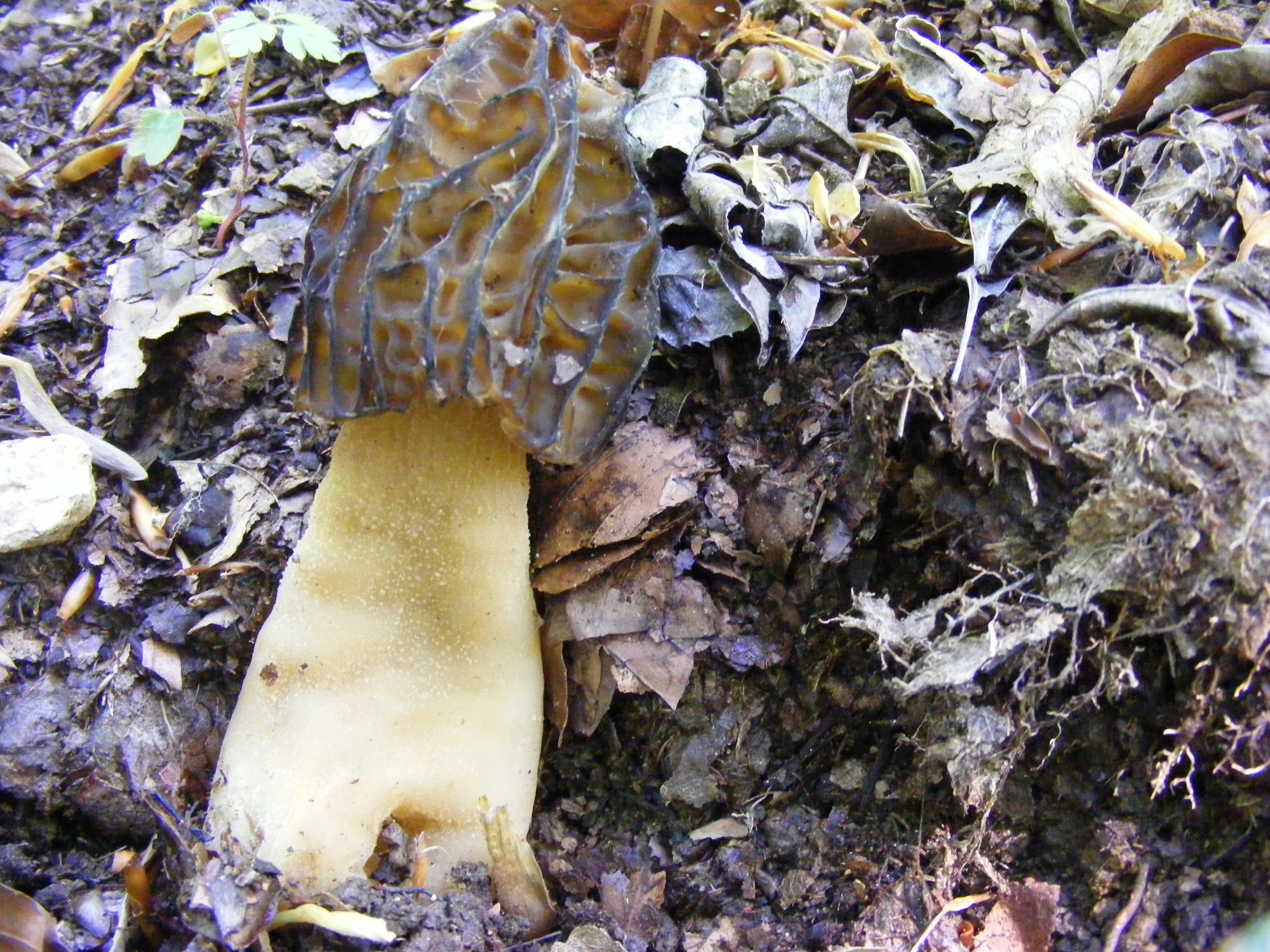
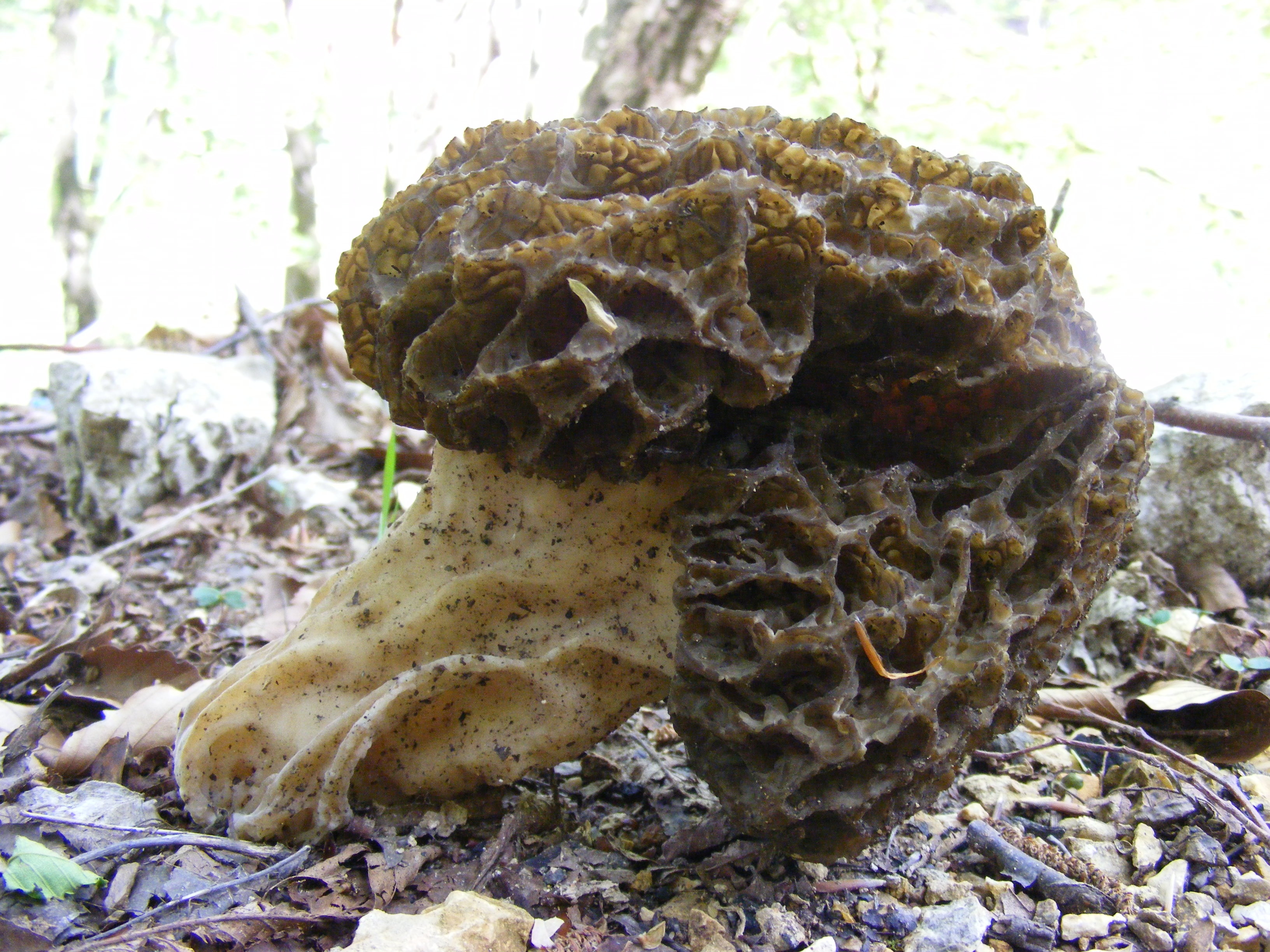
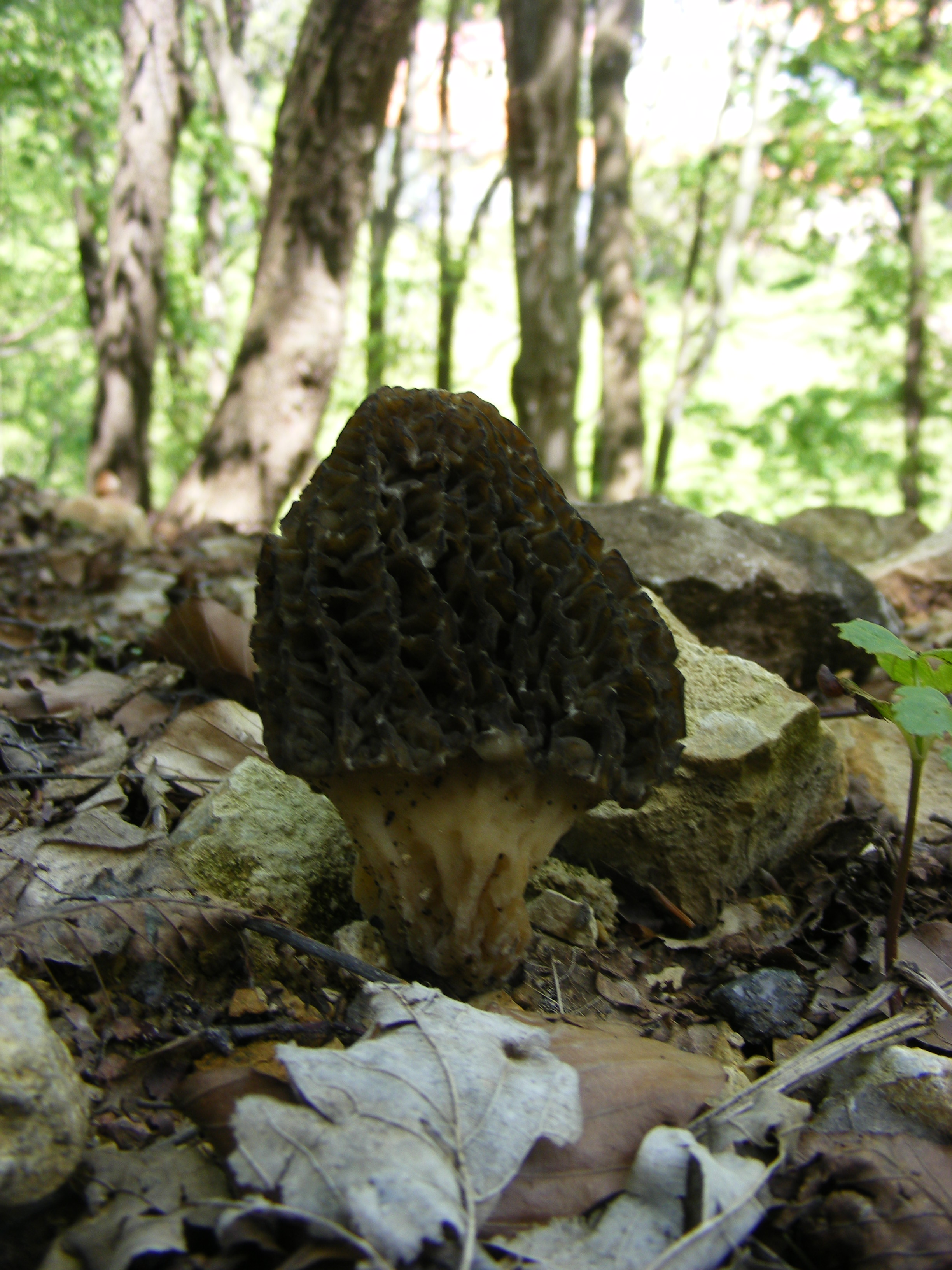
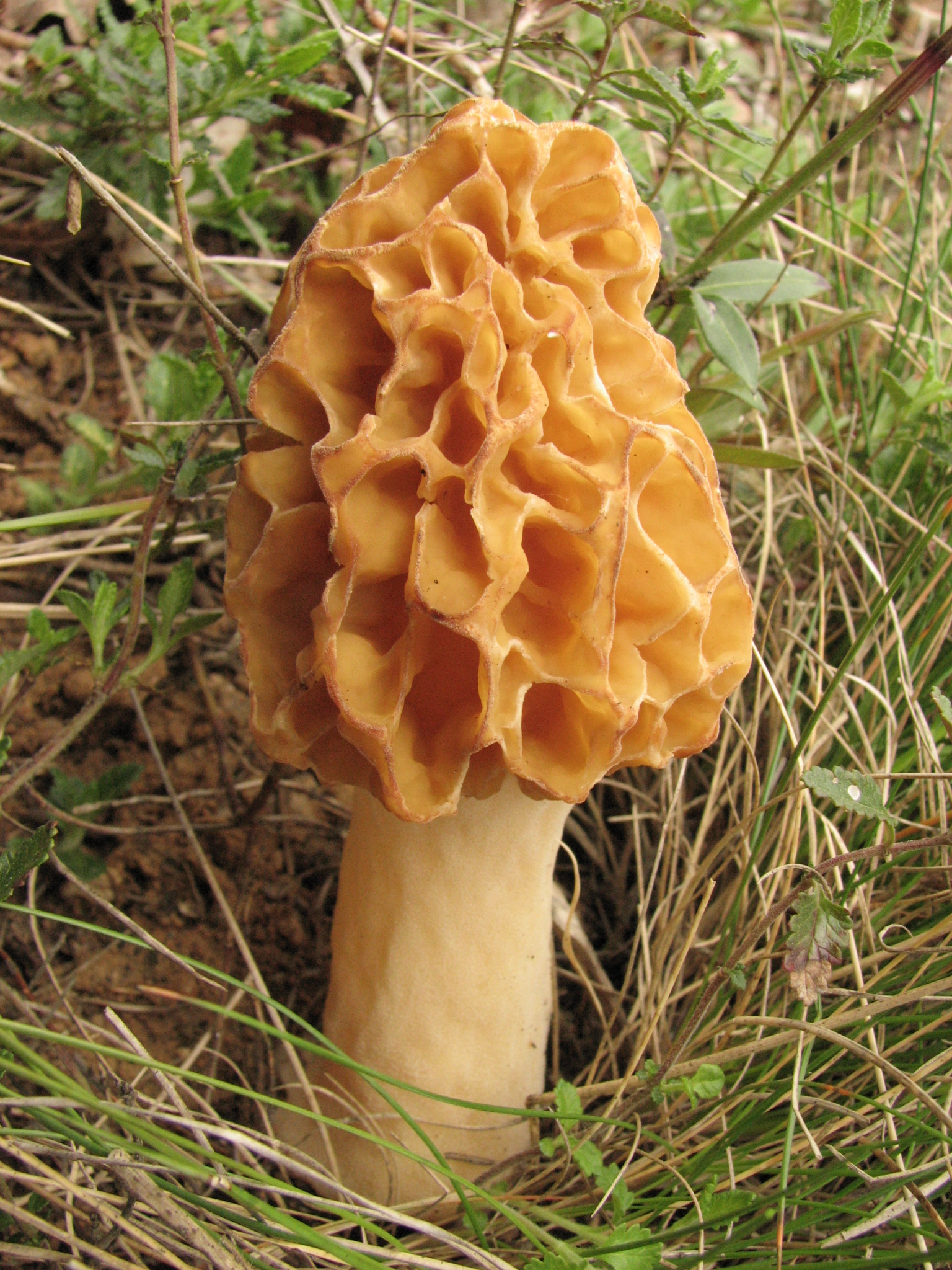

## Usos
Se cocinan refriéndolas con ajo, tocino de jamón y chorizo picado, y se pueden hacer revueltas con huevos. Jamás se deben consumir crudas, pues contienen una toxina (hemolisinas) que se descompone a altas temperaturas, alrededor de 80 °C, siendo entonces comestible para los humanos.